# Gomphus schneiderii
Gomphus schneiderii är en trollsländeart. Gomphus schneiderii ingår i släktet Gomphus och familjen flodtrollsländor.

## Underarter
Arten delas in i följande underarter:
- G. s. helladicus
- G. s. schneiderii
- G. s. transcaspicus

## Bildgalleri

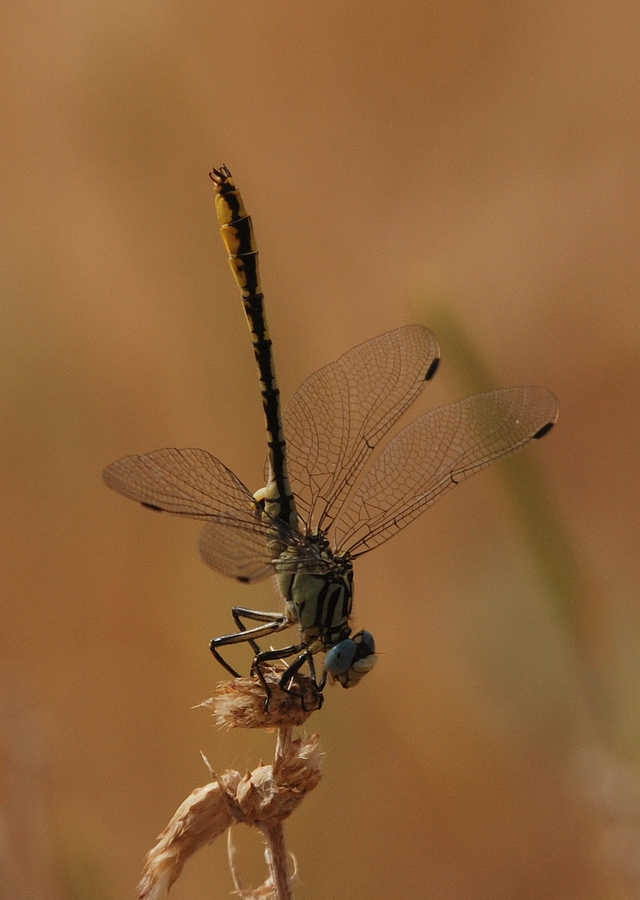